# François Clary
François Clary (Marsiglia, 24 febbraio 1725 – Marsiglia, 20 gennaio 1794) è stato un mercante francese.
È l'antenato di molti monarchi europei attraverso le due figlie: Julie e Désirée.

## Biografia
Era il figlio di Joseph Clary (1693–1748), e di sua moglie, Françoise Agnès Ammoric (1705–1776). Discendeva da una delle famiglie più importanti del Hautes-Alpes, che fin dal 1680 si arricchì con il commercio.
Ha rappresentato probabilmente una delle più grandi fortune di Marsiglia durante la rivoluzione del 1789. È stato il secondo sindaco della città) 1764-1765), e figura di spicco della Camera di commercio (1771-1776 e 1780-1782).
Durante le Insurrezioni a Marsiglia nel 1793, vennero imprigionati suo figlio e un suo nipote. Morì il 20 gennaio 1794 a Marsiglia.

## Matrimoni

### Primo matrimonio
Sposò, il 13 aprile 1751 all'Église Notre-Dame-des-Accoules a Marsiglia, Gabrielle Fléchon (1732–3 maggio 1758). Ebbero quattro figli:
- François-Joseph Clary (31 gennaio 1752–4 gennaio 1753)
- Marie-Jeanne Clary (24 aprile 1754–maggio 1815), sposò in prime nozze Louis Honoré Lejeans e in seconde nozze Emmanuel Mathieu Pézenas;
- Marie Thérèse Catherine Clary (2 settembre 1755–1º novembre 1818), sposò Lazare Lejeans;
- Étienne Clary (8 agosto 1757–25 marzo 1823), sposò Marcelle Guey

### Secondo Matrimonio
Sposò, il 26 giugno 1759 all'Église Notre-Dame-des-Accoules a Marsiglia, Françoise Rose Somis (30 agosto 1737–28 gennaio 1815), figlia di Joseph Ignace Somis e Catherine Rose Soucheiron. Ebbero nove figli:
- Nicolas Clary (26 marzo 1760–6 giugno 1823);
- Joseph Honoré Clary (11 giugno 1762–23 luglio 1764);
- Marie Anne Rose Clary (25 aprile 1764–19 aprile 1835), sposò Antoine-Ignace Anthoine;
- Marseille Clary (25 aprile 1764–22 marzo 1784);
- Justinien François Clary (15 aprile 1766–12 novembre 1794);
- Catherine Honorine Clary (19 febbraio 1769–18 marzo 1843), sposò Henri de Villeneufve;
- Julie Clary (26 dicembre 1771–7 aprile 1845), sposò Giuseppe Bonaparte;
- Basile Clary (12 gennaio 1774–16 giugno 1781);
- Désirée Clary (8 novembre 1777–17 dicembre 1860), sposò Jean-Baptiste Bernadotte.